# والي بورنيت
والي بورنيت (بالإنجليزية: Wally Burnette)‏ هو لاعب كرة قاعدة أمريكي، ولد في 20 يونيو 1929 في Blairs, Virginia ‏ في الولايات المتحدة، وتوفي في 12 فبراير 2003 في دانفيل في الولايات المتحدة.

## وصلات خارجية
- والي بورنيت على موقعبيزبول رفرنس.كوم (الدوري الرئيسي) (الإنجليزية)
- والي بورنيت على موقع مشجعي الرسوم البيانية (الإنجليزية)